# Dunmurra
Dunmurra is een plaats van het Australische Noordelijk Territorium. Het stadje ligt iets meer dan 300 kilometer ten zuiden van Katherine